# Oressinoma boliviana
Oressinoma boliviana är en fjärilsart som beskrevs av Forster 1964. Oressinoma boliviana ingår i släktet Oressinoma och familjen praktfjärilar. Inga underarter finns listade i Catalogue of Life.